# Barrage des monts d'Orb
Le barrage des monts d'Orb est un barrage sur l'Orb situé à Avène, dans le département de l'Hérault en France. Il est associé à une petite centrale hydroélectrique d'une puissance installée de 1,3 MW.

## Le barrage
Construit de 1959 à 1963 par la Compagnie du Bas-Rhône-Languedoc, le barrage sert principalement à l'irrigation et alimentation en eau potable de l'ouest de l'Hérault. Il est équipé pour la production hydro-électrique. Il permet lors de forts épisodes orageux l'écrêtement des crues. L’eau est retenue durant l’automne et l’hiver, et est restituée au fleuve au printemps et en été. La régulation permet de soutenir le niveau d’étiage de l'Orb durant la période estivale. Il s'agit d'un barrage-voûte.
Le lac d'Avène, particulièrement sauvage, est très prisé par les pêcheurs pour la pêche aux carnassiers et aux salmonidés. Mais le lac ne présente aucun lieu réellement aménagé pour la baignade.

## Caractéristiques
- Longueur : 240 m ;
- Hauteur : 61,75 m ;
- Retenue maximale : 30 millions de m3 d’eau ;
- Étendue de la retenue : 180 ha.

## Galerie

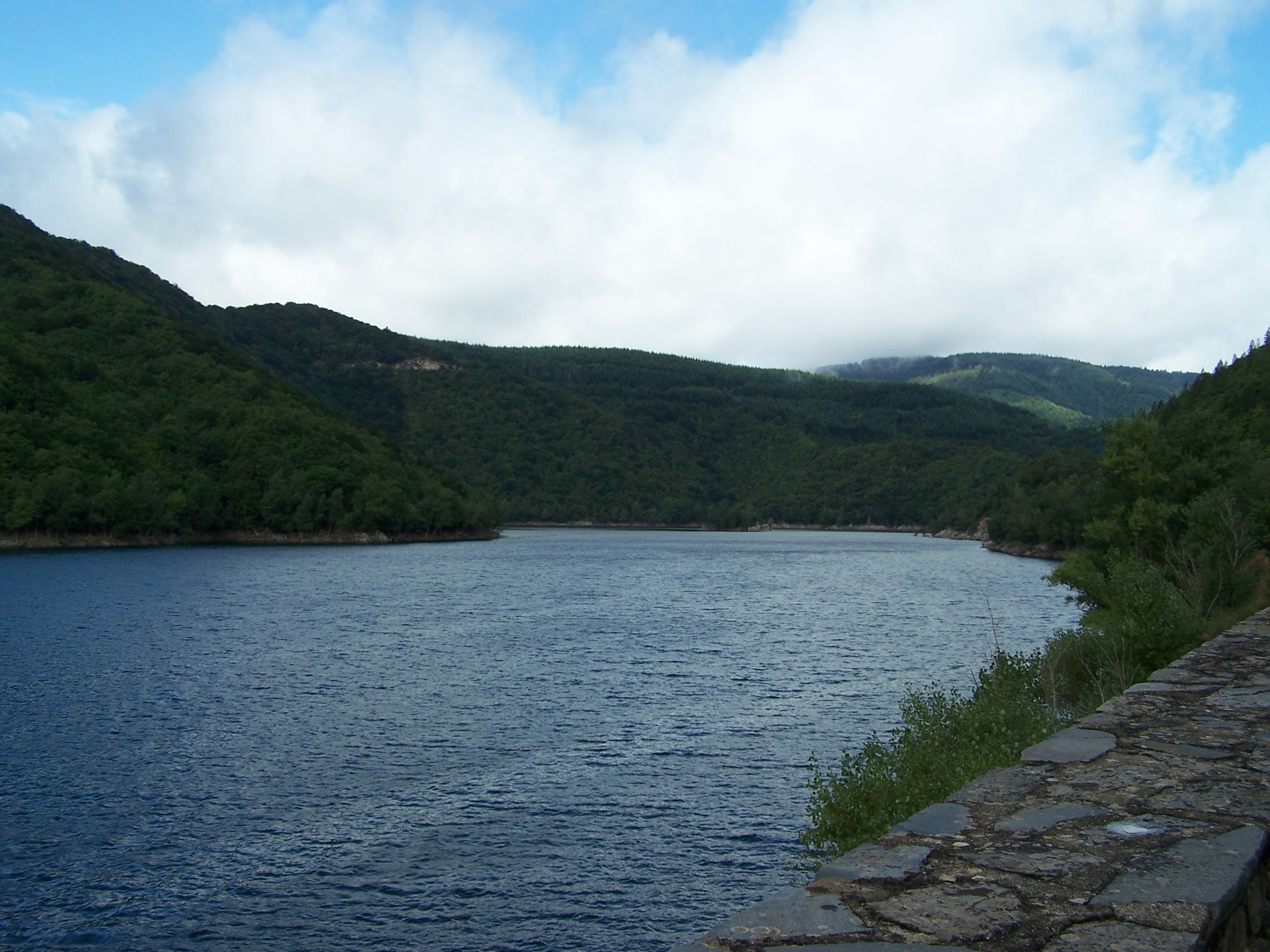
Le Lac d'Avène.
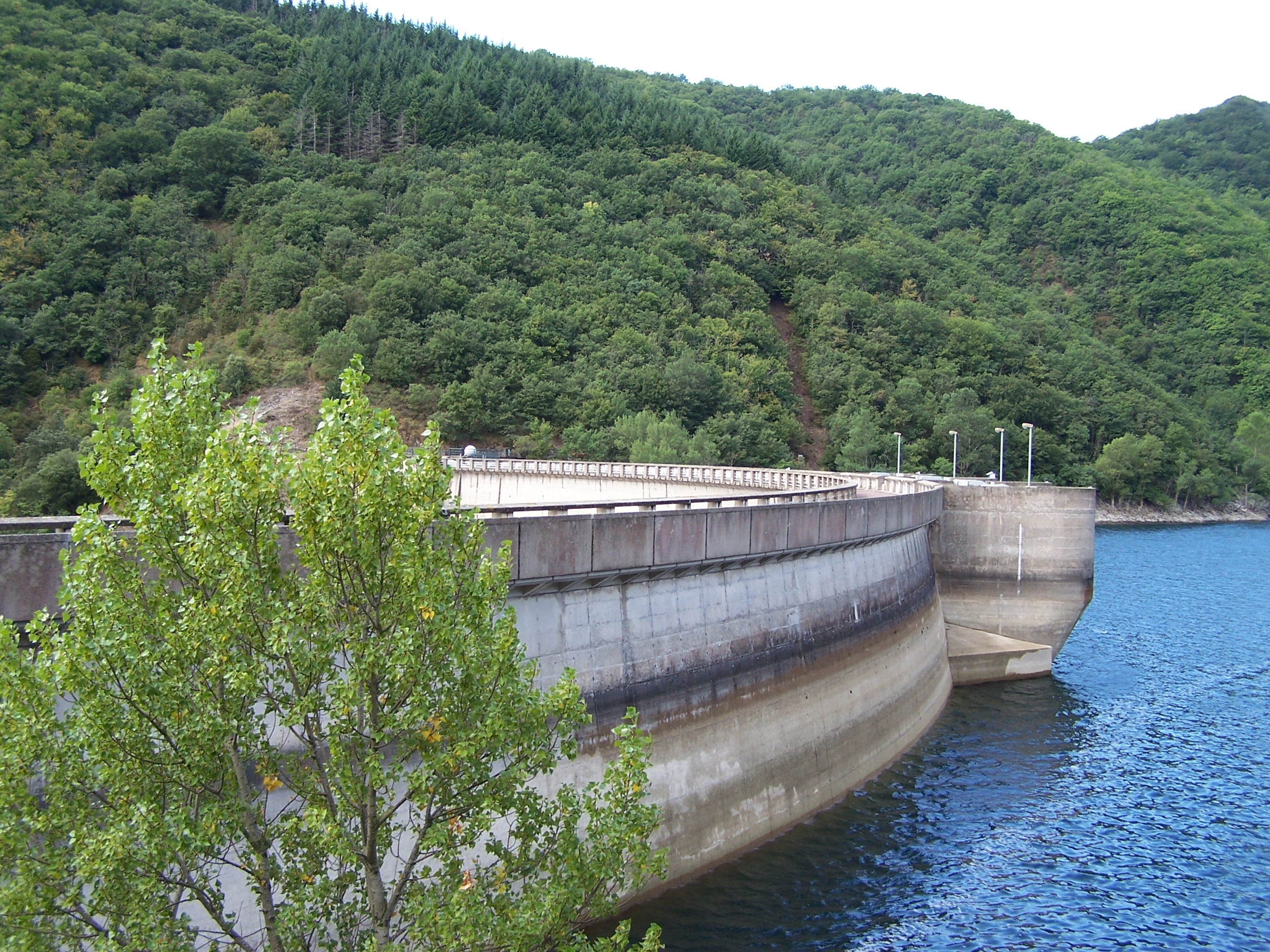
Le barrage.
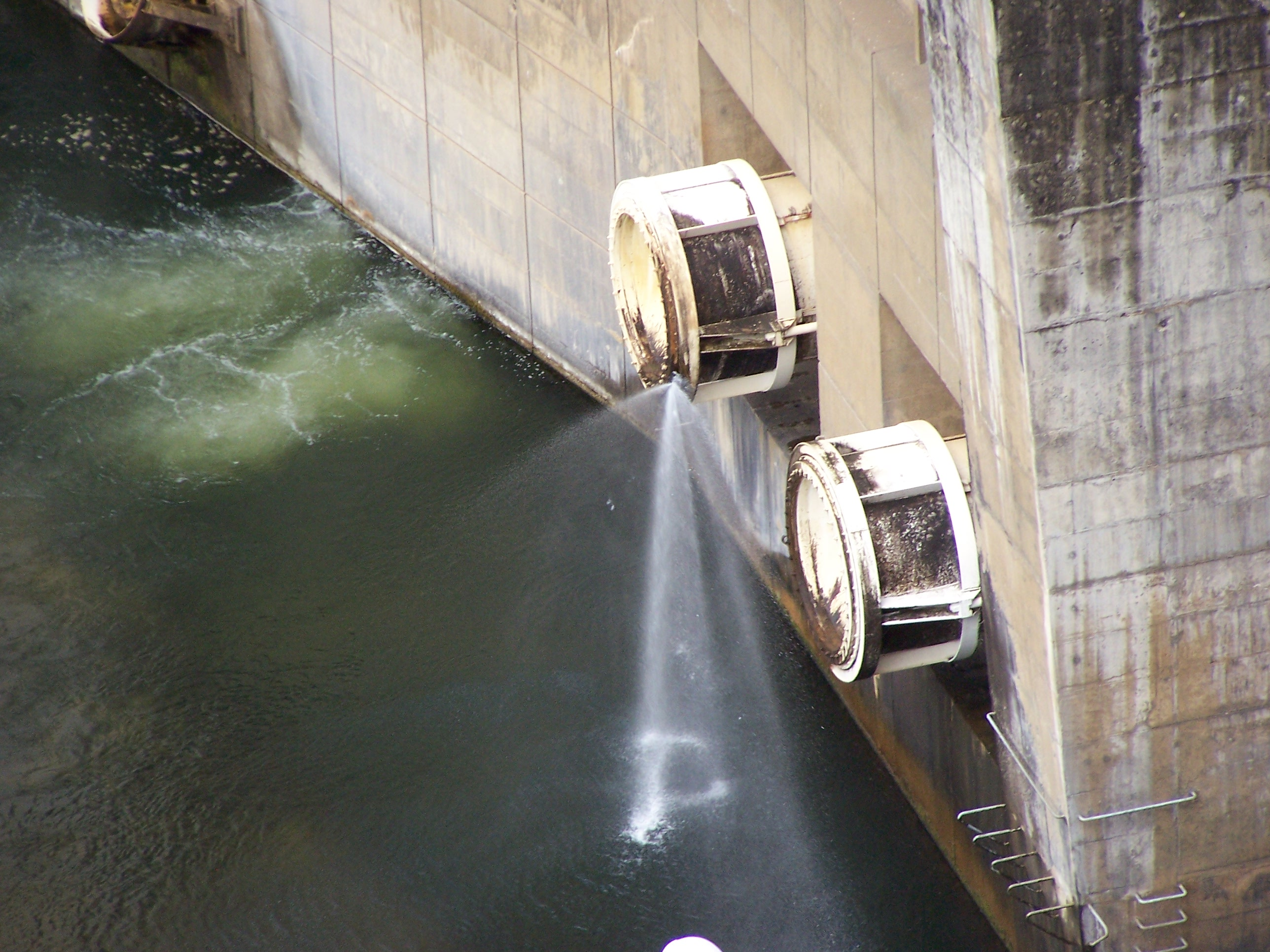
Détail de l'évacuation du barrage.
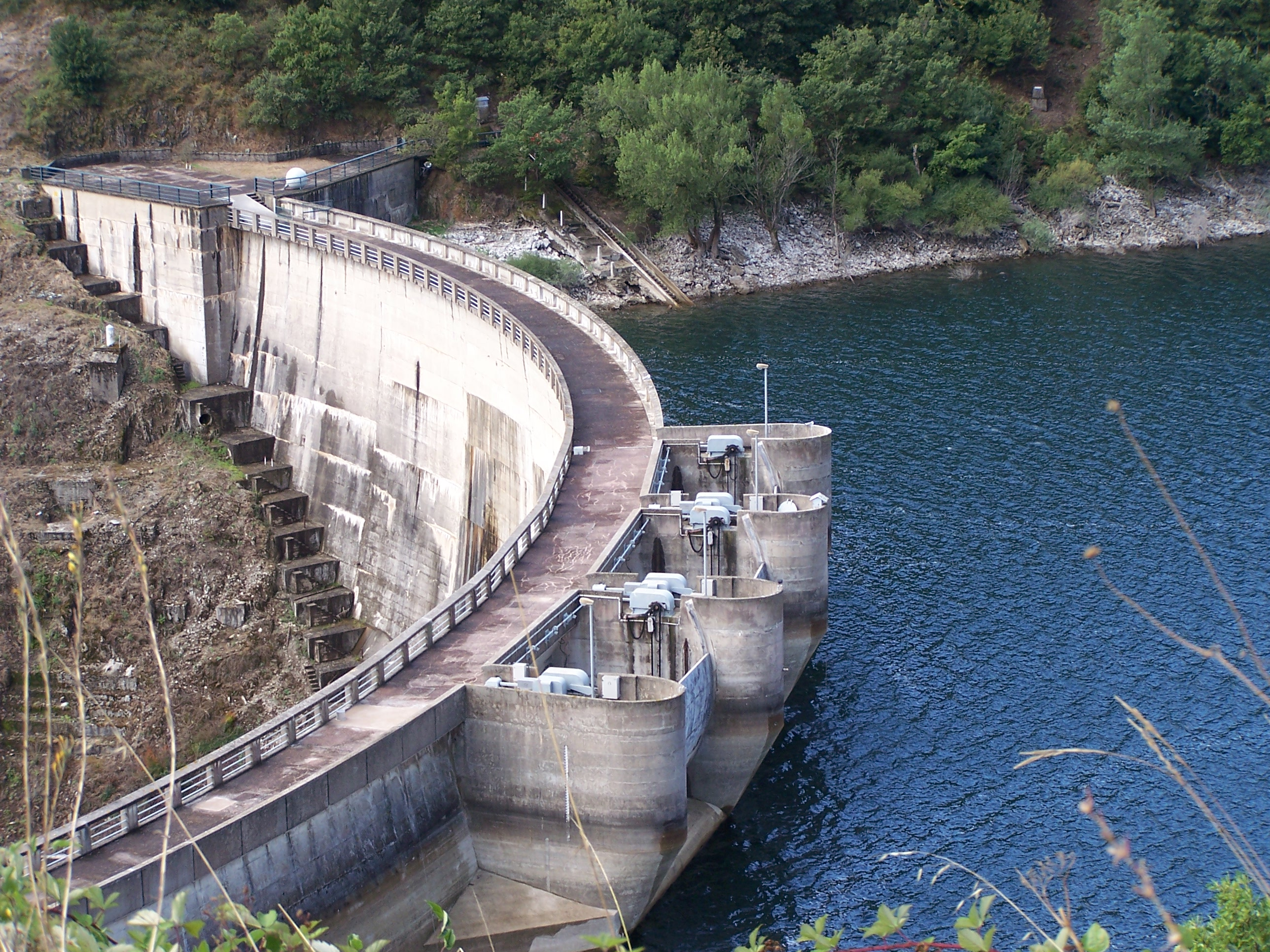
Le barrage vu du dessus.
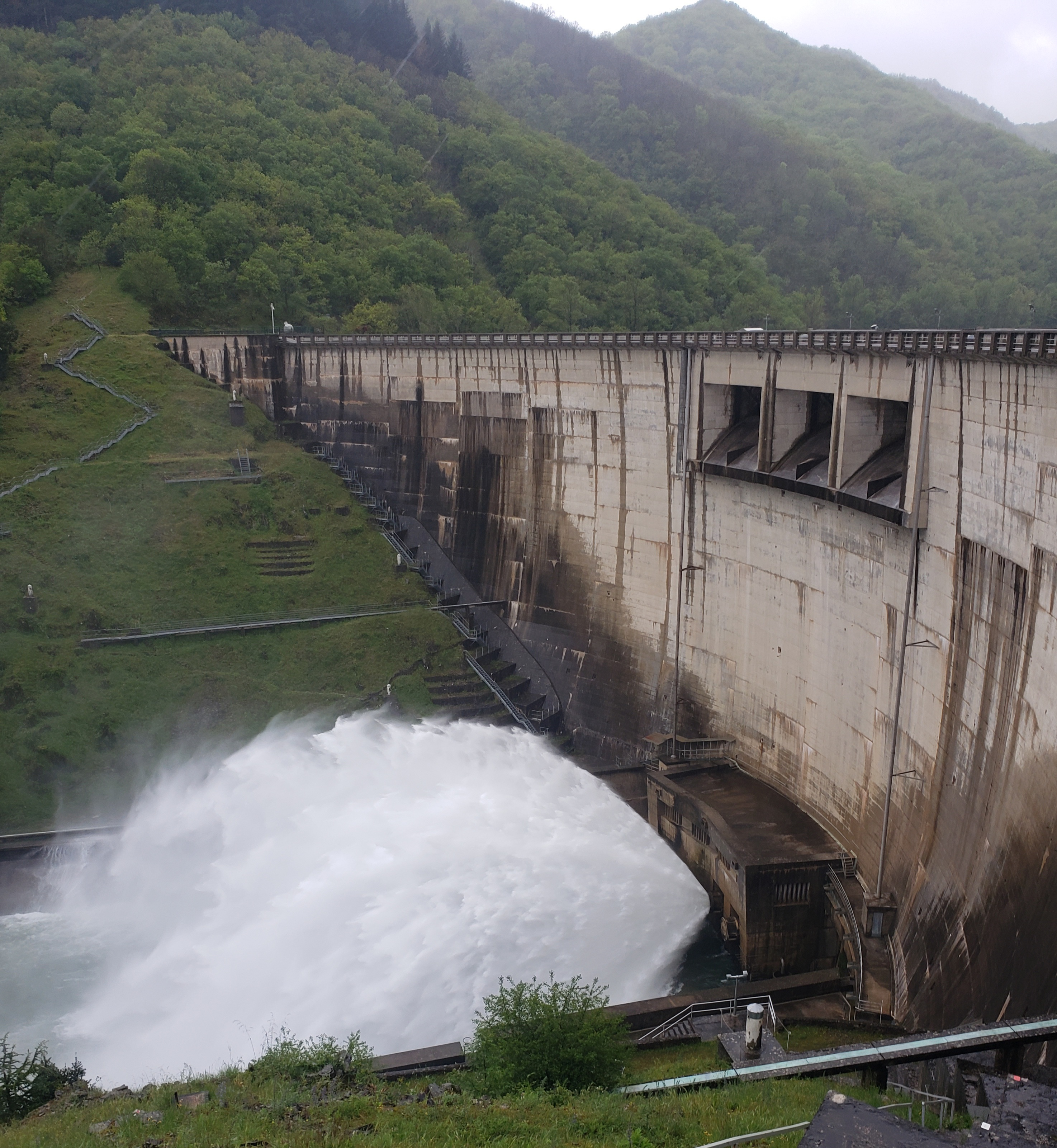
Vanne Ouest ouverte

1. ↑  [PDF]BRL Ingénierie, « Perspectives d'évolution de la gestion des volumes stockés dans le barrage des Monts d'Orb », sur www.iea-shc.org, novembre 2011 (consulté le 24 août 2014).
2. ↑  BRL, « Le système Orb :un mode de gestion durable des ressources »  [PDF], sur ww.brl.fr, - (consulté le 29 janvier 2025)
3. ↑  , Office du Tourisme D'Avène.
4. ↑  , Le Système Orb/ Hérault.
5. ↑  , Arrière pays et la vallée de l'Orb.